# NGC 3282
NGC 3282 је спирална галаксија у сазвежђу Хидра која се налази на NGC листи објеката дубоког неба.
Деклинација објекта је - 22° 18' 7" а ректасцензија 10h 32m 21,8s. Привидна величина (магнитуда) објекта NGC 3282 износи 13,0 а фотографска магнитуда 14,0. NGC 3282 је још познат и под ознакама ESO 568-16, MCG -4-25-13, PGC 31129.